# 自由贸易厅
自由贸易厅（Free Trade Hall）是英国曼彻斯特的一座历史建筑，位于圣彼得广场，即1819年彼得卢屠杀的发生地点（有一红色纪念牌匾），建于1853–56年，现在是一家丽笙酒店（Radisson Hotels）。建筑师Edward Walters。
1996年布里奇沃特音乐厅建成前，自由贸易厅曾是曼彻斯特主要的音乐会场地。
1963年12月18日，自由贸易厅列为二级登录建筑。

## 历史
自由贸易厅的兴建与1846年谷物法有关。 
1940年12月，自由贸易厅遭到德军轰炸，仅存空壳，内部进行了重建。1951年作为音乐厅开业。
1996年，交响乐团迁往新落成的布里奇沃特音乐厅，自由贸易厅被市议会关闭。1997年，该建筑出售给私人发展商，保留了外立面，内部则改造为酒店，并于2004年开业。

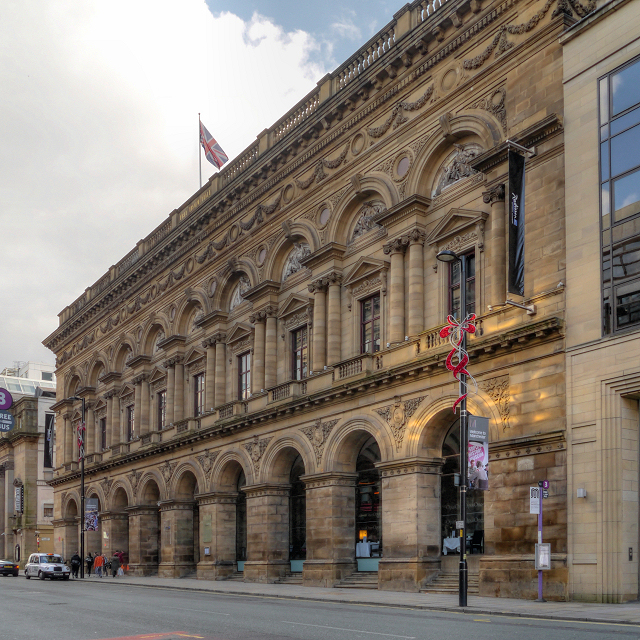

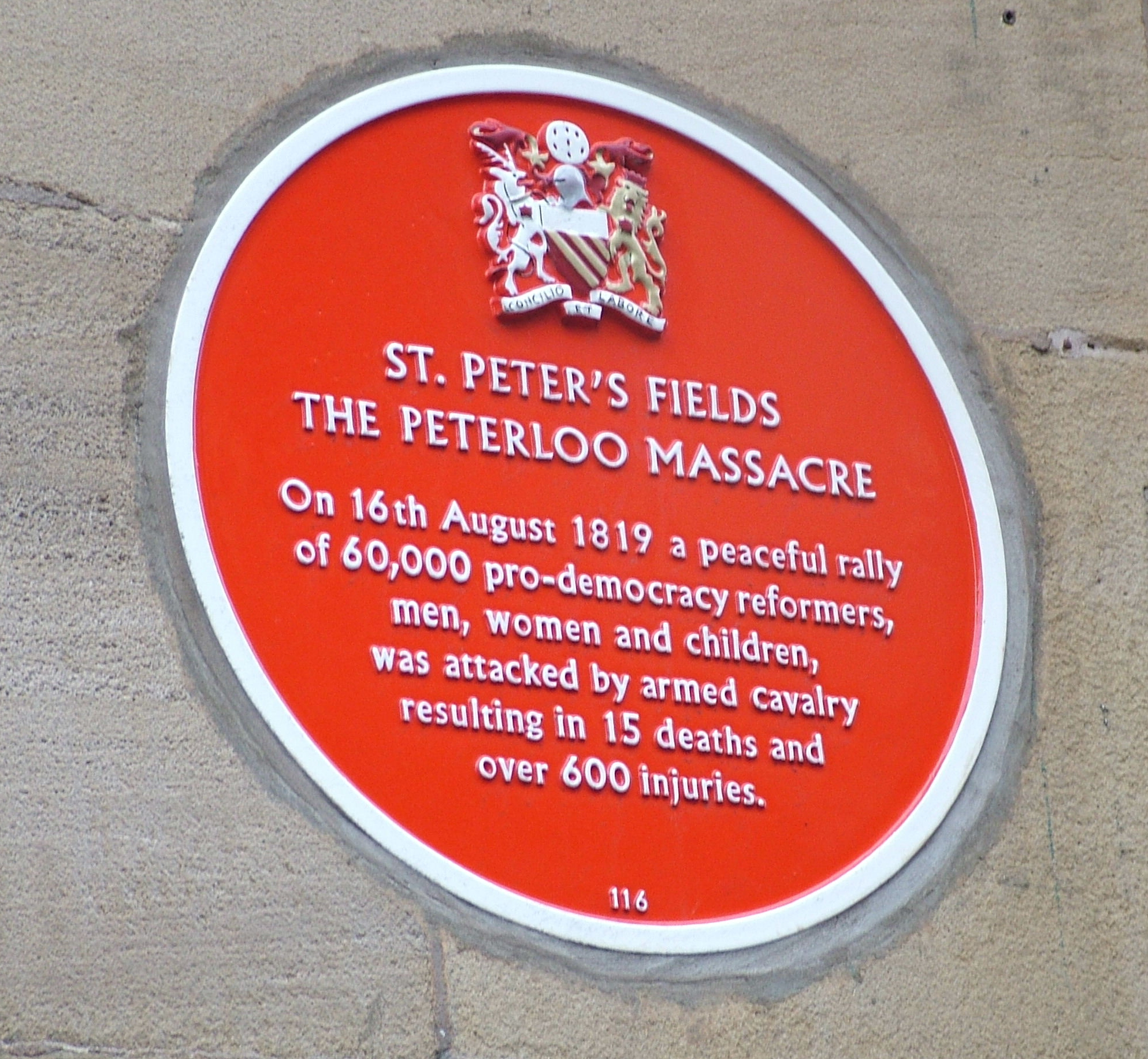